# Ante Tomić
Ante Tomić (født 23. maj 1983) er en kroatisk fodboldspiller.